# L'home del soterrani
L'home del soterrani (originalment en francès, L'Homme de la cave) és una pel·lícula de thriller psicològic francès del 2021 dirigida per Philippe Le Guay. S'ha doblat al català.

## Sinopsi
A París, en Simon i l'Hélène decideixen vendre un celler a l'edifici on viuen. Un home amb un passat problemàtic el compra i s'hi muda sense previ avís. A poc a poc, la seva presència trastocarà la vida de la parella. La pel·lícula evoca fets reals: la profanació del cementiri de Westhoffen i les accions desestabilitzadores de l'associació neonazi Aquila.

## Repartiment
- François Cluzet: Jacques Fonzic
- Bérénice Bejo: Hélène Sandberg
- Jérémie Renier: Simon Sandberg
- Victoria Eber: Justine
- Jonathan Zaccaï: David Sandberg
- Denise Chalem: Nelly Sandberg
- Patrick Descamps: Gérard
- François-Éric Gendron: Maître Massard
- Laëtitia Eïdo: Maître Vasquez
- Martine Chevallier: Maître Rivière
- Patrick d'Assumçao: senyor Leroux
- Éric Génovèse: senyor Martini
- Sharif Andoura: Luka Steiner